# Petr Rumpel
Petr Rumpel (* 6. června 1964 Bohumín) je český socioekonomický a regionální geograf, germanista a vysokoškolský pedagog.

## Život
Narodil se v červnu 1964 v Bohumíně. Po maturitě studoval v letech 1984 až 1989 geografii na Ostravské univerzitě (tehdy ještě jako Pedagogické fakultě) a získal magisterský titul. V září 1993 začal působit na své alma mater jako učitel. V letech 1995 až 1996 absolvoval studijní pobyt na Institutu pro ekonomickou geografii Univerzity v Bonnu a v letech 1996 až 2001 absolvoval doktorské studium politické geografie na Přírodovědecké fakultě Univerzity Karlovy. V rámci doktorského studia se zapojil mj. do činnosti České geografické společnosti. V letech 2008 až 2009 absolvoval studijní pobyt na Floridské univerzitě v Gainesville. K roku 2025 působil jako vedoucí Katedry sociální a kulturní geografie Přírodovědecké fakulty Ostravské univerzity. V roce 2023 se začal podílet na vědecko-výzkumném projektu REFRESH.
V krajských volbách v roce 2024 kandidoval jako nestraník na 51. místě kandidátní listiny hnutí STAN (zvané STAROSTOVÉ A OSOBNOSTI PRO KRAJ) v Moravskoslezském kraji. Získal 176 preferenčních hlasů, ale nebyl zvolen.
Hovoří plynně anglicky a německy.